# La Bolsa, delstaten Mexiko
La Bolsa är en ort i Mexiko, tillhörande kommunen Tepotzotlán i delstaten Mexiko. La Bolsa ligger i den centrala delen av landet och tillhör Mexico Citys storstadsområde. Orten hade 287 invånare vid folkräkningen 2010.